# 1187
| [ Edytuj tabelę ]                |                                                                         |
| Książę Małopolski                | - 1177 Kazimierz II Sprawiedliwy 1194                                   |
| Książę Wielkopolski              | - 1177 Odon Mieszkowic 1194 - 1182 Mieszko III Stary 1202               |
| Król Angkoru                     | - 1181 Dżajawarman VII 1218                                             |
| Król Anglii                      | - 1154 Henryk II 1189                                                   |
| Król Aragonii i hrabia Barcelony | - 1164 Alfons II Aragoński 1196                                         |
| Książę Bawarii                   | - 1183 Ludwik I 1231                                                    |
| Margrabia Brandenburgii          | - 1184 Otto II 1205                                                     |
| Książę Burgundii                 | - 1162 Hugo III 1192                                                    |
| Cesarz Bizancjum                 | - 1185 Izaak II Angelos 1195                                            |
| Car Bułgarii                     | - 1185 Teodor-Piotr 1187 - 1187 Asen I 1196                             |
| Cesarz Chin                      | - 1162 Song Xiaozong 1189                                               |
| Książę Czech                     | - 1178 Fryderyk 1189                                                    |
| Król Danii                       | - 1182 Kanut VI 1202                                                    |
| Władca Egiptu                    | - 1171 Saladyn 1193                                                     |
| Król Francji                     | - 1180 Filip II August 1223                                             |
| Król Gruzji                      | - 1184 Tamara 1213                                                      |
| Hrabia Holandii                  | - 1157 Floris III 1190                                                  |
| Cesarz Japonii                   | - 1183 Go-Toba 1198                                                     |
| Kalif                            | - 1180 An-Nasir 1225                                                    |
| Król Kastylii                    | - 1158 Alfons VIII Szlachetny 1214                                      |
| Patriarcha Konstantynopola       | - 1186 Nicetas II Muntanes 1189                                         |
| Władca Korei                     | - 1170 Myŏngjong 1197                                                   |
| Król Leónu                       | - 1157 Ferdynand II 1188                                                |
| Kalif Maroka                     | - 1184 Jakub al-Mansur 1199                                             |
| Król Nawarry                     | - 1150 Sancho VI 1194                                                   |
| Król Norwegii                    | - 1177 Sverre Sigurdsson 1202                                           |
| Hrabia Palatynatu                | - 1155 Konrad Hohenstauf 1195                                           |
| Papież                           | - 1185 Urban III 1187 - 1187 Grzegorz VIII 1187 - 1187 Klemens III 1191 |
| Król Portugalii                  | - 1185 Sancho I 1211                                                    |
| Sułtan Rumu                      | - 1156 Kilidż Arslan II 1192                                            |
| Książę Rusi halickiej            | - 1153 Jarosław Ośmiomysł 1187 - 1187 Włodzimierz II 1188               |
| Cesarz Rzymski (niemiecki)       | - 1155 Fryderyk I Barbarossa 1190                                       |
| Książę Saksonii                  | - 1180 Bernard III 1212                                                 |
| Król Szkocji                     | - 1165 Wilhelm I 1214                                                   |
| Król Szwecji                     | - 1173 Knut Eriksson 1196                                               |
| Doża Wenecji                     | - 1178 Orio Mastropiero 1192                                            |
| Król Węgier                      | - 1172 Bela III 1196                                                    |

Rok 1187 / MCLXXXVII
stulecia: XI wiek ~
XII wiek ~
XIII wiek

lata: 1177 «
1182 «
1183 «
1184 «
1185 «
1186 «
1187
» 1188
» 1189
» 1190
» 1191
» 1192
» 1197

## Wydarzenia na świecie
- 1 maja – wyprawy krzyżowe: przegrana krzyżowców z Ajjubidami w bitwie u źródła Cresson.
- 4 lipca – wyprawy krzyżowe: chrześcijanie ponieśli klęskę w bitwie pod Hittin.
- 20 września – wojska Saladyna rozpoczęły oblężenie stolicy Królestwa Jerozolimskiego.
- 2 października – wojska ajjubidów dowodzone przez Saladyna zdobyły miasto, doprowadzając do Trzeciej Krucjaty.
- 25 października – Grzegorz VIII został papieżem.
- 19 grudnia – Klemens III został papieżem.
- Sułtan Saladyn podbił Królestwo Jerozolimy.
- Plemię Karelów w sojuszu z Estończykami zdobyło stolicę Szwecji Sigtunę i zniszczyło ją.
- Chińczycy dotarli na Madagaskar.

## Zdarzenia astronomiczne
- 4 września – całkowite zaćmienie Słońca, widoczne w Polsce[1].

## Urodzili się
- 23 lutego – Piotr I, hrabia Urgell, drugi syn króla Portugalii Sancha I i królowej Dulce Berenguer (zm. 1258)
- 29 marca – Artur I Plantagenet, książę Bretanii (zm. 1203)
- 5 września – Ludwik VIII Lew, król Francji (zm. 1226)

- Data dzienna nieznana: 
  - Gwidon z Kortony – włoski franciszkanin, prezbiter, błogosławiony Kościoła rzymskokatolickiego (zm. 1247)

## Zmarli
- 18 marca – Bogusław I, książę pomorski i szczeciński z dynastii Gryfitów (ur. najp. 1127)
- 4 lipca – Renald z Châtillon, książę-regent Antiochii, wasal Królestwa Jerozolimskiego (ur. ok. 1125)
- 20 października – Urban III, papież, arcybiskup Mediolanu (ur. 1120)
- 9 listopada – Gaozong, cesarz Chin z dynastii Song (ur. 1107)

- Data dzienna nieznana: 
  - Rajmund III – hrabia Trypolisu (ur. 1140)
  - Gerard z Cremony – tłumacz dzieł arabskich (ur. 1114)
  - Aleksy Komnen – bizantyński arystokrata (ur. 1160)
  - Jarosław Ośmiomysł – książę halicki (ur. 1130)